# Ботовский сельсовет (Волоколамский район)
Ботовский сельсовет — упразднённая административно-территориальная единица, существовавшая на территории Московской губернии и Московской области до 1954 года.
Ботовский сельсовет возник в первые годы советской власти. По состоянию на 1921 год он входил в Буйгородскую волость Волоколамского уезда Московской губернии.
В 1924 году из Ботовского с/с выделился Софьинский с/с.
По данным 1926 года в состав сельсовета входили 2 населённых пункта — Ботово и Давыдово, а также 1 хутор.
В 1929 году Ботовский с/с был отнесён к Волоколамскому району Московского округа Московской области. При этом к Ботовскому с/с были присоединены Пашковский и Софьинский с/с. В состав Ботовского с/с вошли селения Ботово, Давыдово, Парашино, Пашково и Софьино.
14 июня 1954 года Ботовский с/с был упразднён. При этом его территория (селения Ботово, Давыдово, Парашино, Пашково и Софьино) была передана в Поповкинский с/с.